# イシレリ・マヌ
イシレリ・マヌ（Isileli Manu、1999年7月20日 - ）は、ジャパンラグビーリーグワン豊田自動織機シャトルズ愛知に所属するラグビーユニオン選手。

## プロフィール
- ニュージーランド出身[1]。
- ポジションはフランカー(FL)、ナンバーエイト(No8)。
- 身長 191 cm、体重 120 kg

## 略歴
14歳からラグビーを始めた。
ディルワース高校卒業後、ノースランドを経て、2021年、マツダスカイアクティブズ広島に加入。
2022年1月9日に行われたJAPAN RUGBY LEAGUE ONE第1節日野レッドドルフィンズ戦にて先発出場で日本での公式戦初出場を果たした。
2023年、NECグリーンロケッツ東葛に加入。
2024年、豊田自動織機シャトルズ愛知に加入。